# Rainette faux-grillon de l'Ouest
Pseudacris triseriata
Espèce
Synonymes
- Hyla triseriata Wied-Neuwied, 1838

Statut de conservation UICN

 NT  : Quasi menacé
Pseudacris triseriata, la Rainette faux-grillon de l'Ouest, est une espèce d'amphibiens de la famille des Hylidae.

## Description de l'espèce et statut
La rainette faux-grillon de l'Ouest (Pseudacris triseriata) figure parmi les 11 espèces d'anoures (amphibiens tels que les grenouilles, les crapauds et les ouaouarons) connues au Québec, et parmi les 4 espèces de rainettes présentes en Amérique du Nord. Elle est présente dans le sud de l'Ontario et dans certaines régions du sud du Québec. 
De récentes études génétiques ont permis de démontrer qu'il y a des différences génétiques considérables entre les rainettes faux-grillon situées dans le sud-ouest de l'Ontario et celles vivant dans le reste de l'Ontario et au Québec. Il y a donc deux populations génétiquement distinctes de rainettes faux-grillon,. Les rainettes situées dans le sud-ouest de l'Ontario constituent la population carolinienne, tandis que celles situées ailleurs en Ontario et au Québec constituent la population des Grands Lacs et du Saint-Laurent et du Bouclier canadien,.
Alors que la population carolinienne de la rainette faux-grillon de l'Ouest se porte bien, celle des Grands Lacs et du Saint-Laurent et du Bouclier canadien est en déclin. En effet, la présence de la rainette faux-grillon de l'Ouest en sol québécois se limite maintenant aux régions de l'Outaouais, de l'île Perrot et de la Montérégie, puisque les autres rainettes observées dans les basses-terres de la Baie-James sont des rainettes faux-grillon boréales (Pseudacris maculata),. Pourtant, selon les données historiques, la rainette faux-grillon de l'Ouest était répandue dans le sud du Québec dans les années 1950 mais la destruction et la fragmentation de ses habitats qui ont eu lieu au cours des dernières décennies ont causé la disparition de plusieurs populations ainsi qu'un déclin important de l'espèce à travers la province. Le déclin de la population de la rainette faux-grillon de l'Ouest a mené à sa désignation en tant qu'espèce vulnérable en 2001 par le gouvernement du Québec en vertu de la Loi sur les espèces menacées ou vulnérables.
En 2008, le Comité sur la situation des espèces en péril au Canada a recommandé au gouvernement fédéral de conférer le statut d'espèce menacée à la population des Grands-Lacs et du Saint-Laurent et du Bouclier canadien de la rainette faux-grillon de l'Ouest. Celle-ci a été officiellement désignée espèce menacée par le gouvernement fédéral en vertu de la Loi sur les espèces en péril du Canada,,,.

## Répartition
L'aire de répartition de Pseudacris triseriata s'étend du Sud-Ouest au Nord-Est de l'Amérique du Nord. Son aire de répartition est située entre celle de la rainette faux-criquet du Nord (Pseudacris maculata), située au Nord-Ouest, et celle de Pseudacris feriarum au Sud-Est.
Au Canada, l'espèce Pseudacris triseriata est présente uniquement dans le sud de l'Ontario et dans le sud-ouest du Québec. L'espèce est répandue dans le Sud de l'Ontario, de la frontière avec les États-Unis jusqu'à la Baie Géorgienne.
En 2007, Mariarty et Lemmon ont démontré l'existence de différences importantes au niveau de l'ADN mitochondrial entre les rainettes faux-grillon vivant dans le sud-ouest de l'Ontario et celles vivant dans le reste de l'Ontario et au Québec. Les rainettes faux-grillon du sud-ouest de l'Ontario appartiennent donc à une lignée génétiquement distincte de celles se trouvant dans le reste de l'Ontario et au Québec. Ces deux lignées constituent donc deux unités désignables distinctes. L'unité désignable se trouvant dans le sud-ouest de l'Ontario constitue donc la population carolinienne de la rainette faux-grillon de l'Ouest et l'unité désignable se trouvant dans le reste de l'Ontario et dans le sud-ouest du Québec constitue la population des Grands-Lacs, du Saint-Laurent et du Bouclier canadien,,,,.

## Rôle

### Niche écologique
Le rôle que joue la rainette faux-grillon de l'Ouest, dite Pseudacris triseriata, est assez important puisqu'elle aide à réguler les populations d'insectes. Elle agit également comme une source importante de nourriture pour ses prédateurs.

## Biologie de l'espèce

### Morphologie
La rainette faux-grillon de l'Ouest est une petite anoure dont la longueur moyenne du museau au cloaque est de 24,7 mm chez le mâle et de 25,6 mm chez la femelle. La masse moyenne des adultes est de 1 g. Le corps de la rainette est élancé et a la forme d'une poire alors que sa tête est étroite et pointue. La coloration de Pseudacris triseriata varie du brun au vert olive. Les rainettes faux-grillons de l'Ouest ont une rayure latérale qui se prolonge des narines jusqu'à la cavité tympanique en passant par les yeux. Il y a une autre bande foncée sur les flancs qui se prolonge de la cavité tympanique jusqu'à l'aine. Cependant, ce sont les trois rayures longitudinales foncées se trouvant dans son dos qui représentent le trait caractéristique de Pseudacris triseriata. Ce sont d'ailleurs ces trois rayures qui sont à l'origine du nom triseriata,.
Les pattes arrière de la rainette faux-grillon de l'Ouest sont proportionnellement plus longues que celles des autres rainettes, ce qui peut aussi être utilisé pour les identifier.
Les mâles possèdent un sac vocal qui a une couleur jaune lorsqu'il est gonflé mais qui apparaît comme un repli foncé lorsqu'il est dégonflé.

### Cycle vital et reproduction
Au printemps, les mâles peuvent commencer à chanter dès le mois de mars alors que la neige n'est pas encore fondue. Cela est possible grâce à la grande capacité de résistance au froid des rainettes. En effet, les mâles peuvent appeler à des températures aussi basses que -1 °C. Il s'agit donc d'une des premières espèces à lancer son appel au printemps,. Pour lancer leur appel, les mâles se placent dans l'eau, laissant émerger seulement leur tête ou la partie supérieure de leur corps. Le chant du mâle ressemble au bruit que fait le glissement d'un doigt sur les dents d'un peigne. Son chant est parfois confondu avec celui de la rainette crucifère malgré le fait que cette dernière émet un son moins métallique et plus mélodieux que la rainette faux-grillon de l'Ouest. De plus, le chant de la rainette crucifère est surtout entendu en soirée alors que la rainette faux-grillon de l'Ouest chante le jour et le soir.
La période de reproduction de la rainette faux-grillon de l'Ouest varie d'une région à l'autre en fonction de la température mais se situe généralement en avril et en mai et peut parfois commencer à la fin mars,. Après l'accouplement, les femelles pondent un total d'environ 600 œufs en petits amas irréguliers de 12 à 245 œufs,. Les œufs sont généralement pondus en eaux peu profondes (3 à 15,5 cm) où ils adhèrent aux végétaux submergés, à des tiges ou des brindilles mortes, ou bien coulent sous la surface,. Après la ponte, les parents ne s'occupent plus des œufs. Les têtards émergent des œufs de 3 à 27 jours après la ponte (généralement moins de 15 jours après la ponte) selon la température de l'eau,. Les têtards se métamorphosent et sortent de l'eau après une période de 40 à 90 jours, soit habituellement en juin,. Comme c'est le cas pour le développement des œufs, le développement des têtards, varie en fonction de la température. En effet, les œufs et les têtards se développent plus rapidement lorsque les températures sont élevées. Puisque les œufs sont pondus dans des étangs vernaux, il est primordial que les têtards subissent leur métamorphose avant que n'ait lieu l'assèchement de ces étangs au début de l'été.
Une fois la métamorphose complétée, la croissance des juvéniles est rapide et il est même possible de distinguer les sexes dès la fin du premier été. Les mâles atteignent leur maturité l'année suivante alors que les femelles mettent généralement deux ans avant de pouvoir se reproduire. La majorité des adultes ne se reproduisent qu'une seule fois puisque la longévité des rainettes faux-grillon est très courte,. Effectivement, les rainettes faux-grillon vivent généralement un an, parfois deux ou trois ans,,.

### Prédateurs

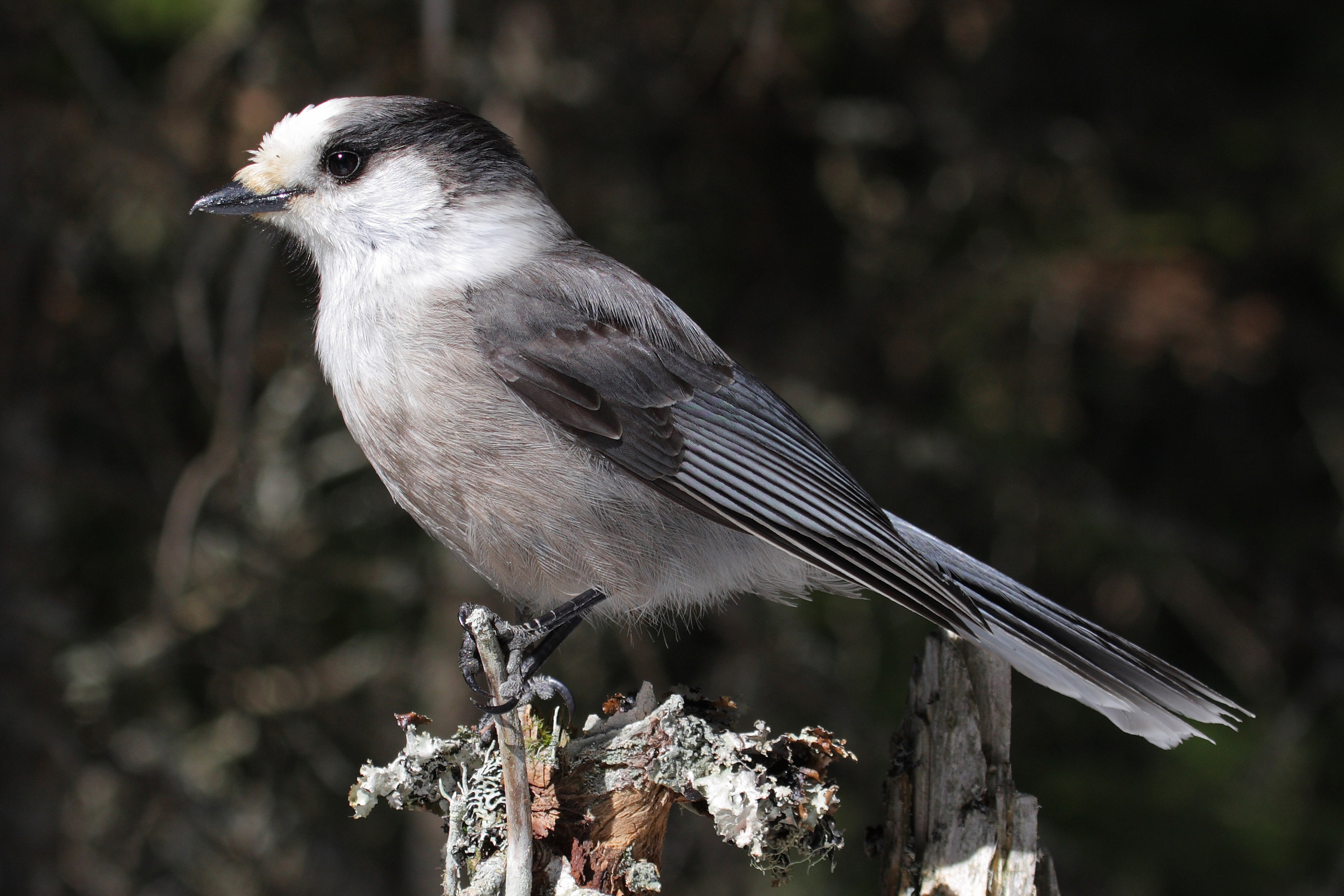
Le mésangeai du Canada (Perisaurus canadensis) est un prédateur de la rainette faux-grillon de l'Ouest.

Les rainettes faux-grillon de l'Ouest ont de nombreux prédateurs à chacun de leurs stades de développement. Lorsque les œufs de la rainette sont pondus dans des étangs permanents, ils peuvent être victimes de la prédation exercée par de nombreuses espèces de poissons telles que la tête-de-boule (Pimephales promelas) et l'épinoche à cinq épines (Culaea inconstans). C'est d'ailleurs afin d'éviter la prédation par les poissons que les rainettes faux-grillon de l'Ouest évitent généralement les étangs permanents et pondent plutôt dans des étangs temporaires. Les œufs et les têtards des rainette faux-grillon de l'Ouest peuvent aussi être prédatés par des larves de libellules, des larves de salamandres du genre Ambystoma, par les tritons verts, par des dytiques (Dytiscus sp.), le léthocère (Lethocerus americanus) et par des sangsues,. Parmi les prédateurs des rainette faux-grillon de l'Ouest adultes figurent certains serpents tels que la couleuvre rayée (Thamnophis sirtalis), la couleuvre d'eau (Nerodia sipedon), la couleuvre à petite tête (Thamnophis butleri) et la couleuvre mince (Thamnophis sauritus) ainsi que des oiseaux comme le mésangeai du Canada (Perisaurus canadensis) et le merle d'Amérique (Turdus migratorius),.

### Alimentation
Les têtards des rainettes faux-grillon de l'Ouest se nourrissent d'algues et d'algues filamenteuses. Quant aux rainettes faux-grillon adultes récemment métamorphosées, elles se nourrissent de petits invertébrés tels que des acariens, des coléoptères et d'autres petits arthropodes. Lorsqu'elles deviennent plus matures, elles se nourrissent d'invertébrés tels que des fourmis, des araignées, des limaces et des escargots.

### Habitat

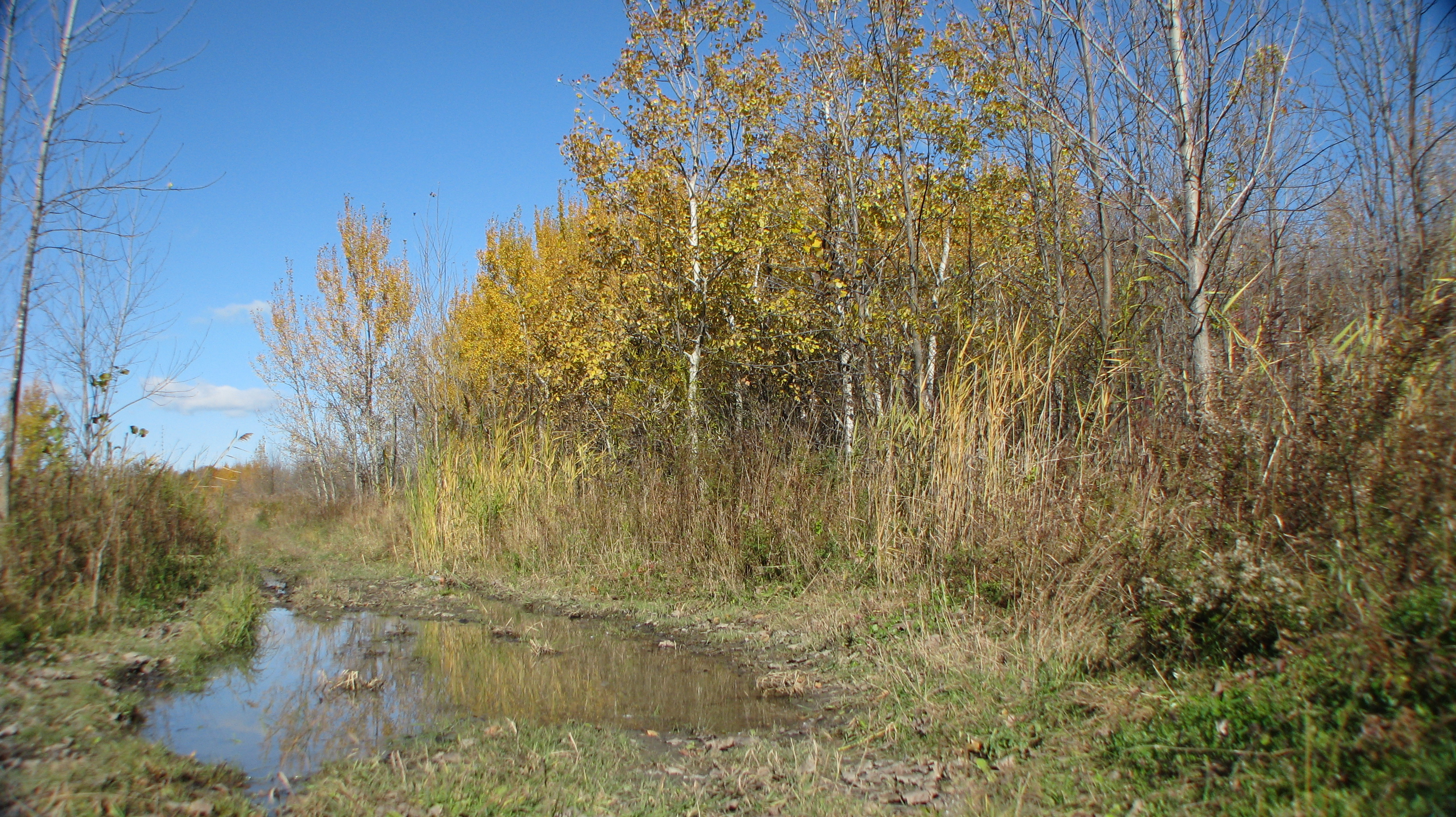
De nombreuses populations de rainettes faux-grillon de l'Ouest se trouvent dans le boisé du Tremblay à Longueuil.

L'habitat de la rainette faux-grillon est composé d'un milieu humide et d'un habitat terrestre,. Le milieu humide sert d'habitat de reproduction et doit être à proximité du milieu terrestre,. L'habitat de reproduction est généralement un milieu humide temporaire peu profond tel qu'une mare d'eau, un étang, un fossé, un marécage ou une clairière inondée d'où des prédateurs tels que les poissons sont absents,. En dehors de la saison de reproduction, les rainettes faux-grillon de l'Ouest se retrouvent généralement dans des milieux terrestres ouverts comme des champs, des clairières, des zones sèches, des bois humides, des rives et des zones marécageuses. Pseudacris triseriata peut donc se trouver dans différents types d'habitats terrestres puisque le choix de l'habitat terrestre dépend surtout de la proximité des étangs de reproduction plutôt que sur le type d'habitat. Cependant, lorsque la distance entre différents types de milieux terrestres et un étang de reproduction est la même, les rainettes faux-grillon de l'Ouest affichent une préférence pour les milieux ouverts et humides. Pseudacris triseriata hiberne dans son habitat terrestre,. Il va alors sous des pierres, des arbres morts, des feuilles mortes, dans des sols meubles ou des terriers,.
Puisqu'il s'agit d'une espèce peu mobile, son domaine vital se situe généralement à l'intérieur d'un rayon de 250 mètres autour de son milieu de reproduction,. Autour de cette bande, il est nécessaire d'avoir une zone tampon de 50 mètres au sein de laquelle il n'y a pas de perturbations humaines afin de préserver la qualité de l'habitat,,.
Puisqu'il s'agit d'une espèce peu mobile, une distance supérieure à 300 mètres entre deux étangs de reproduction est considérée comme étant suffisante pour que les populations de rainettes de ces deux étangs soient considérées comme étant isolées.

## Menaces
Si la population carolinienne de la rainette faux-grillon de l'Ouest se porte bien, on ne peut malheureusement pas en dire autant de la population des Grands-Lacs, du Saint-Laurent et du Bouclier canadien. En effet, cette dernière qui se trouve en Outaouais et en Montérégie a connu un important déclin au cours des dernières décennies à cause de différentes menaces exercées sur son habitat,. Ces menaces ont causé une destruction, une fragmentation et une dégradation importante de l'habitat de la rainette faux-grillon de l'Ouest dans ces régions. Parmi les causes de la destruction et de la dégradation de l'habitat de la rainette figure l'intensification des pratiques agricoles, notamment le drainage des terres qui a eu lieu en Montérégie afin d'accroître la productivité des terres agricoles,. Le drainage des terres agricoles cause un assèchement des milieux humides où se reproduisent les rainettes faux-grillon parce que l'eau est alors déviée vers des cours d'eau plus importants ayant une plus longue hydropériode. Le drainage des terres agricoles a donc entraîné une hausse de la densité des cours d'eau et une augmentation de leur hydropériode en Montérégie, ce qui a diminué les superficies où se trouvent des étangs vernaux et accru la superficie des cours d'eau permanents. Le drainage des terres agricoles ainsi que la déforestation des terres en bordure du fleuve Saint-Laurent, ont contribué à la réduction de la superficie des habitats de la rainette faux-grillon en Montérégie,.
La menace exercée par l'agriculture est cependant moins importante en Outaouais en raison de la plus grande présence de fermes d'élevage et de la moins grande fréquence de l'agriculture intensive et de monocultures,.
Si l'habitat de la rainette faux-grillon de l'Ouest en Outaouais y est relativement épargné par les pratiques agricoles, il est cependant menacé par l'étalement urbain, ce qui est également observé en Montérégie. En effet, il y a un développement immobilier important dans ces deux régions, à la fois en milieu urbain et périurbain. Or, ce développement se fait souvent par le biais du dézonage de terrains agricoles au sein desquels se trouvent des milieux humides où vivent des rainettes faux-grillon de l'Ouest,. En plus de causer la destruction de certains habitats de reproduction des rainettes faux-grillon de l'Ouest, le développement immobilier dans ces zones contribue à isoler des habitats de Pseudacris triseriata, ce qui nuit à sa survie puisqu'il s'agit d'une espèce peu mobile,.
Au Québec, les menaces exercées sur l'habitat de la rainette faux-grillon de l'Ouest ont causé un déclin des populations de 37 % par décennie depuis les années 1950. Plusieurs populations de la rainette faux-grillon de l'Ouest ont ainsi disparu de la province, au point qu'en Outaouais, la répartition actuelle de la rainette faux-grillon de l'Ouest est limitée à la ceinture périurbaine de Gatineau. La situation est encore plus criante en Montérégie où la rainette faux-grillon de l'Ouest a perdu 90 % de son aire de répartition historique. Dans cette région, il ne reste plus que 9 métapopulations et 7 populations isolées situées sur l'île Perrot et la rive-sud de Montréal.
Si l'habitat de la rainette faux-grillon de l'Ouest continue à se dégrader au même rythme dans les banlieues du sud-ouest du Québec où a lieu un important développement immobilier, celle-ci risque de disparaître de ces régions d'ici moins de 25 ans.

## Conservation
En 1998, une équipe de rétablissement de la rainette faux-grillon de l'Ouest a vu le jour afin de lutter contre le déclin de la population des Grands Lacs et du Saint-Laurent et du Bouclier canadien. Cette équipe était constituée de représentants du ministère des Ressources naturelles et de la Faune, de la Société d'Histoire Naturelle de la Vallée du Saint-Laurent, du ministère de l'Environnement du Québec, du Biodôme de Montréal, de l'Union des producteurs agricoles, de la Communauté urbaine de Montréal et de l'Université McGill. Après avoir examiné la situation de la rainette faux-grillon de l'Ouest et évalué son potentiel de rétablissement, l'équipe de rétablissement a produit un plan de rétablissement. Le plan de rétablissement a pour but d'améliorer la situation de la rainette faux-grillon de l'Ouest et se décline en trois objectifs:
1.Protéger les habitats occupés par la rainette faux-grillon de l'Ouest
2.Améliorer la qualité des habitats connus de la rainette faux-grillon de l'Ouest
3.Augmenter le nombre d'habitats pour la rainette faux-grillon de l'Ouest en créant de nouvelles populations viables en Montérégie.
Cependant, lors de la publication du Bilan du rétablissement de la rainette faux-grillon de l'Ouest en 2010, l'équipe de rétablissement de la rainette faux-grillon de l'Ouest arrive au constat que malgré les efforts investis afin de protéger la rainette faux-grillon de l'Ouest, les populations de l'espèce ont continué de décliner en Outaouais et en Montérégie. Ils concluent également que la principale cause de ce déclin est attribuable à la destruction de leur habitat par le développement urbain et périurbain. Quant aux trois objectifs que l'équipe de rétablissement s'étaient fixés, seul le premier a été atteint partiellement alors que la situation s'est dégradée quant à la qualité des habitats et à leur nombre.

## Étymologie
Le nom de l'espèce triseriata provient du latin tri (trois) et seriata (lignes). Il fait référence au trois lignes que l'on retrouve sur le dos de cette rainette.

## Publication originale
- Wied-Neuwied, 1838 : Reise in das innere Nord-America in den jahren 1832 bis 1834.